# MÁV 40 sorozat
A MÁV TIVc, később a MÁV 40 sorozat egy magyar 1D1 tengelyelrendezésű fogaskerekes szertartályosgőzmozdony-sorozat volt. 1908 és 1909 között gyártotta a Floridsdorfi Mozdonygyár. Összesen hét db készült belőle.

## Története
A florisdorfi mozdonygyártól rendelt a MÁV 1896 és 1897 között hét darab fogaskerekes szertartályos mozdonyt a  Karánsebes–Őrválalja fogaskerekű pályaszakaszra. Ez a pályaszakasz ma a Román Államvasutaké. A gépek Abt-rendszerűek voltak, négy csatolt kerékpárral elöl és hátul egy-egy Adams rendszerű futótengellyel, hogy egyenletesebb legyen a súlyelosztása a  MÁV TIVb osztály –énál. A mozdonyok belsőkeretesek voltak, az adhéziós hengereket a kereten kívül, a fogaskerekes gőzhengereket pedig belül helyezték el. A gépek Heusinger vezérlésűek voltak.
A sebessége adhéziós üzemben 40, fogaskerekes üzemben 12 km/h volt. A fogaskerekes pályán 120 t tudott továbbítani. A mozdonyok a MÁV-nál előbb TIVc osztály 4291-4297 pályaszámokat, 1911-től a 40 sorozat 001-007 pályaszámait kapták.
1918 után a pálya és a mozdonyok is Romániába kerültek. A CFR a mozdonyokat a MÁV pályaszámokkal üzemeltette tovább.

## Megörzött mozdonyok
Az egykori MÁV 40.007 pályaszámú mozdony CFR pályaszámmal fogaskerekű gépezetétől megfosztva, hajtórudak nélkül Désen van kiállítva egy lakótelep melletti autóbusz-fordulóban.
A 40.006 pályaszámú mozdonyt 2002-ben eladták Szlovákiának ahol 2014-re üzemképes állapotúra újították fel. 2015 nyarántól a  4296 eredeti pályaszámával a Pohronská Polhora–Tisovec fogaskerekes pályaszakaszon múzeumvonatként üzemel.

## Fordítás
- Ez a szócikk részben vagy egészben  a   MÁV TIVc című német Wikipédia-szócikk fordításán alapul.  Az eredeti cikk szerkesztőit annak laptörténete sorolja fel. Ez a jelzés csupán a megfogalmazás eredetét és a szerzői jogokat jelzi, nem szolgál a cikkben szereplő információk forrásmegjelöléseként.